# Agon Elezi
Agon Elezi (in macedone Агон Елези?; Skopje, 1º marzo 2001) è un calciatore macedone di etnia albanese, centrocampista dell'HNK Gorica, in prestito dal Bochum, e della nazionale macedone.

## Carriera

### Club
Il 16 settembre 2020 viene acquistato a titolo definitivo dalla squadra croata del Varaždin, con cui sottoscrive un contratto triennale con scadenza il 30 giugno 2023.

### Nazionale
Dopo numerose presenze con le nazionali giovanili macedoni Under-17, Under-18, Under-19 ed Under-21, nel 2022 ha esordito in nazionale maggiore.

## Statistiche

### Presenze e reti nei club
Statistiche aggiornate al 31 gennaio 2024.
| Stagione        | Squadra         | Campionato      | Campionato | Campionato | Coppe nazionali | Coppe nazionali | Coppe nazionali | Coppe continentali | Coppe continentali | Coppe continentali | Altre coppe | Altre coppe | Altre coppe | Totale | Totale |
| Stagione        | Squadra         | Comp            | Pres       | Reti       | Comp            | Pres            | Reti            | Comp               | Pres               | Reti               | Comp        | Pres        | Reti        | Pres   | Reti   |
| --------------- | --------------- | --------------- | ---------- | ---------- | --------------- | --------------- | --------------- | ------------------ | ------------------ | ------------------ | ----------- | ----------- | ----------- | ------ | ------ |
| mag.-giu. 2017  | Shkupi          | PL              | 2          | 0          | CM              | 0               | 0               | -                  | -                  | -                  | -           | -           | -           | 2      | 0      |
| 2019-2020       | Skënderbeu      | KS              | 22         | 0          | CA              | 4               | 0               | -                  | -                  | -                  | -           | -           | -           | 26     | 0      |
| 2020-2021       | Varaždin        | 1. HNL          | 16         | 1          | CC              | 1               | 0               | -                  | -                  | -                  | -           | -           | -           | 17     | 1      |
| 2021-2022       | Varaždin        | 2. HNL          | 5          | 2          | CC              | 1               | 0               | -                  | -                  | -                  | -           | -           | -           | 6      | 2      |
| 2022-2023       | Varaždin        | 1. HNL          | 32         | 3          | CC              | 1               | 0               | -                  | -                  | -                  | -           | -           | -           | 32     | 3      |
| 2023-gen. 2024  | Varaždin        | 1. HNL          | 12         | 2          | CC              | 0               | 0               | -                  | -                  | -                  | -           | -           | -           | 12     | 2      |
| Totale Varaždin | Totale Varaždin | Totale Varaždin | 65         | 8          |                 | 3               | 0               |                    | -                  | -                  |             | -           | -           | 68     | 8      |
| Totale carriera | Totale carriera | Totale carriera | 89         | 8          |                 | 7               | 0               |                    | -                  | -                  |             | -           | -           | 96     | 8      |

## Palmarès

### Club

#### Competizioni nazionali
- Druga hrvatska nogometna liga: 1

Varaždin: 2021-2022